# Изотетрасилан
Изотетрасилан (2-силилтрисилан) — бинарное неорганическое соединение
кремния и водорода с формулой Si4H10,
бесцветная жидкость, 
реагирует с водой.

## Получение
- Пиролиз как высших силанов, так и дисилана при нагревании при пониженном давлении с последующей фракционной перегонкой.

## Физические свойства
Изотетрасилан образует бесцветную жидкость, которая
реагирует с водой.
Растворяется в этаноле и сероуглероде.
Имеет изомер тетрасилан.